# Bolitoglossa mexicana
Bolitoglossa mexicana är en groddjursart som beskrevs av Duméril, Bibron och Duméril 1854. Bolitoglossa mexicana ingår i släktet Bolitoglossa och familjen lunglösa salamandrar. IUCN kategoriserar arten globalt som livskraftig. Inga underarter finns listade.

## Bildgalleri

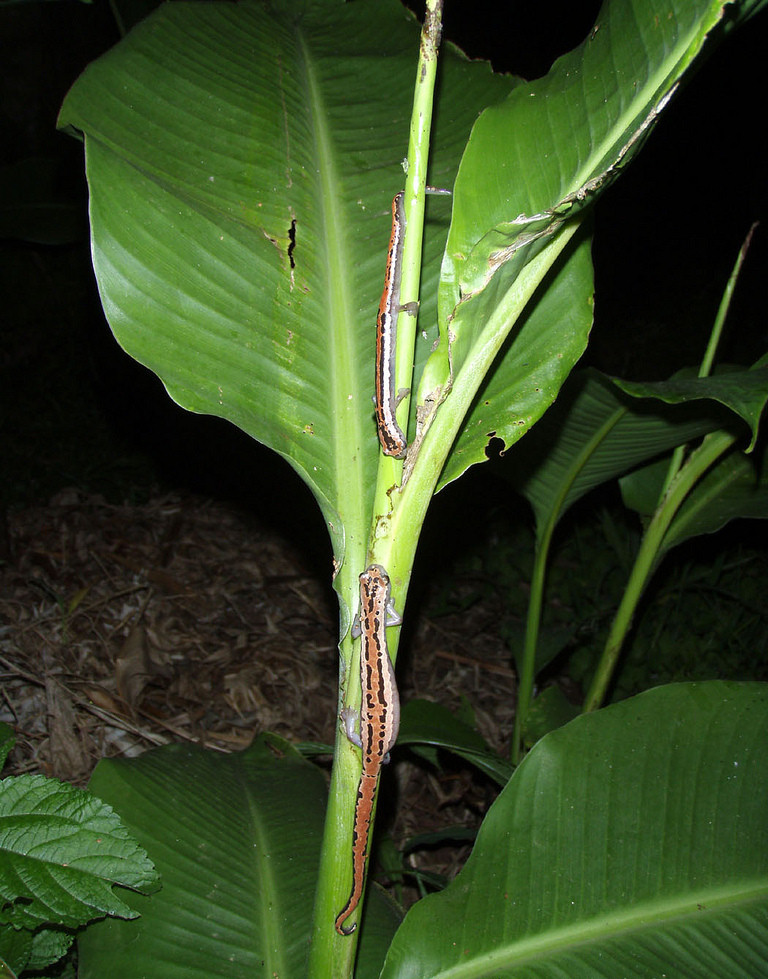
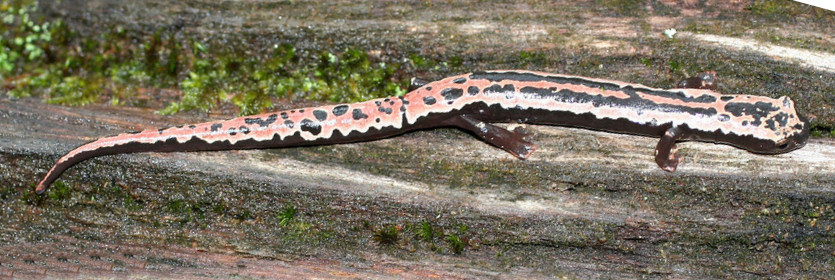
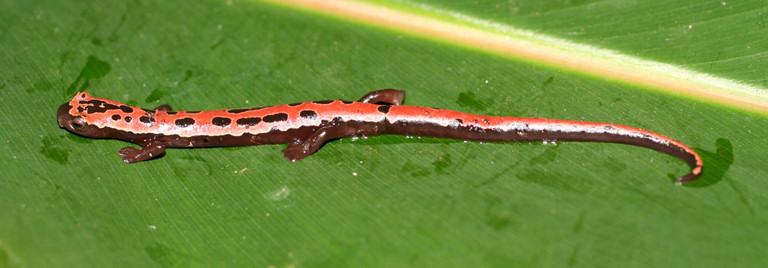